# Pseudorabdion ater
Espèce
Synonymes
- Typhlogeophis ater Taylor, 1922

Statut de conservation UICN

 LC  : Préoccupation mineure
Pseudorabdion ater  est une espèce de serpents de la famille des Colubridae.

## Répartition
Cette espèce est endémique de Mindanao aux Philippines.

## Description
L'holotype de Pseudorabdion ater mesure 173 mm dont 30 mm pour la queue. Cette espèce a le dos et la tête brun noirâtre légèrement iridescent. Sa face ventrale reprend la même teinte mais en plus clair. L'holotype a été découvert dans un ruisseau et était très actif.

## Étymologie
Son nom d'espèce, du latin ater, « sombre, noir », lui a été donné en référence à sa couleur.

## Publication originale
- Taylor, 1922 : Additions to the herpetological fauna of the Philippine Islands. The Philippine Journal of Science, vol. 21, n. 2, p. 161-206 (texte intégral).